# 佐塚家族
佐塚家族，是一個由日治時期警察佐塚愛祐與泰雅族白狗群部落馬西多巴翁社（マシトバオン社）總頭目的次女亞娃依·泰目結婚後開始的通婚家族。

## 政治婚姻
1910年臺灣總督府重新開啟對臺灣原住民治理之政策「五年理蕃計畫」，並以軍隊、警察的鎮壓、要求部落繳交武器為主要的計畫內容，而為了在原住民間培養親日的部落，並以日本警察得以取代漢人通事於原住民部落之地位，日本官方開始加強對山地原住民區域的開發和教育政策，並大力鼓勵日本警察學習原住民語，像是當年霧社就被視為重點區域，派駐的日本警察也被要求要能以原住民語溝通。在教育政策推行和資源的投入後，霧社地區近95％的原住民皆能和日本警察、教師以簡單的日語溝通。
除了教育政策外，日本官方更是鼓勵青年警察和原住民部落領袖之女兒結婚，目的為掌握部落情報，透過與部落頭目的親屬關係加強統治。但這些青年警察通常在日本本土已有妻子，因此於臺灣迎娶的原住民妻子在身分上法律並不承認，但卻有婚姻之實。霧社地區最早的例子為近藤勝三郎娶霧社群部落巴蘭社與荷歌社頭目的女兒為妻。而佐塚愛祐也依照上級的指示，娶了白狗群馬西多巴翁社總頭目的次女亞娃依·泰目為妻子，開啟這段政治婚姻。

## 佐塚家族的結構
佐塚愛祐與亞娃依·泰目結婚，生下三男兩女，長子佐塚昌男先與下山靜子結婚，而得佐塚征雄，而在下山靜子早逝後，又娶塔巴斯·那威為妻，先後得林輝雄、林婷子、林孝雄、林忠雄等四個孩子。長女佐塚佐和子和田中信雄結婚。次子佐塚孝四早逝。次女佐塚豐子則是和下山宏結婚，與其得下山宏美、下山綠、下山春美、下山明美、下山明宏五個孩子。三子為佐塚晃男。

## 主要家族成員介紹

### 佐塚愛祐
佐塚愛祐（1886-1930），1886年11月13日出生於日本長野縣南佐九郡海瀨村，父親為佐塚末藏，母親為佐塚とへ。曾參與過日俄戰爭，日俄戰爭結束後，進入臺灣警察官吏訓練所，學習蕃地政務與泰雅族語。結訓後於臺中州埔里社支廳擔任理蕃警察，24歲時派到馬希多巴翁社，後調到馬力巴社。1920年4月29日，開始在中央山脈深澳山區擔任白狗隘勇隊監督所長，跟著五年理蕃計畫征討白狗、馬力巴地區。
因和蕃政策，1912年11月，佐塚愛祐和白狗群總頭目泰目･畢荷的次女亞娃依･泰目結婚，婚後返回日本與前妻離婚，藉由政治婚姻，達到治理山地之目的。藉由岳父的頭目地位和妻子亞娃依的輔助，佐塚愛祐在1920年的薩拉矛事件，為臺灣總督府建立功勳。佐塚愛祐，帶進了教育、衛生、產業，去除紋面與出草等習俗，使白狗地區的文化水準，高於霧社地區的其他部落，並因此被升職為馬力巴警察官吏駐在所的主管。又因理蕃有功，1930年3月31日升為地區最高主管的能高郡霧社分室主任兼霧社監視區監督，成為霧社地區所有警政、政治、產業、教育的最高主管。在霧社山地為殖民政府工作21年，1930年10月27日死於霧社事件現場。

### 亞娃依·泰目
亞娃依·泰目，日文名字為八重子，漢名為黃秋蘭，她的三個名字，顯示了時代變遷的樣貌。1909年，日人以「五年理蕃計畫」出兵征討當時仍有動亂的白狗和馬力巴地區，除了武力進攻，日人也採取和緩手段進行侵略，佐塚愛祐接受上級命令，娶了敵人白狗群總頭目泰目·畢荷的次女亞娃依·泰目為妻，在政治婚姻的背景下，亞娃依·泰目就此成為日本人與泰雅族之間的溝通橋樑。在亞娃依·泰目的幫助下，佐塚愛祐廢除了白狗群族人的紋面傳統，亞娃依·泰目也為此去除自己的紋面，在台北帝大附屬醫院接受植皮治療，但手術後還是可以看到痕跡，從此以後，紋面對亞娃依·泰目已經不再是美麗的標記，而是一種恥辱的象徵，因而使她努力追求「內地化」的價值，逐漸消除其存在的汙名。
亞娃依·泰目雖未曾受過正式的教育，但若以傳統泰雅社會觀念來看，她在出嫁前已是一位內在及外在兼具的女性；嫁給佐塚愛祐以後，她面對日本文化與部落文化之間的衝突，仍能在丈夫和族人之間努力找到平衡點。在革除紋面標記的價值觀後，亞娃依·泰目成了泰雅族婦女心中的典範，「內地化」的標準也成了白狗和馬力巴地區的學習標竿。在佐塚愛祐後死於霧社事件現場後，亞娃依雖成功活下來，卻因無法接受丈夫死訊而陷入瘋狂，而後帶著三歲的幼子晃男返回馬西多巴翁社的故鄉，雖然曾經是第一夫人，但基於傳統泰雅倫理禁忌原則：外嫁女性回到部落後不能輕易地回到父家，也不能住在部落裡。所幸在下山一母親貝克·道雷的照料下，神智才逐漸好轉，兩家族的關係也因此越來越好。1976年，佐塚晃男的妻子初子與下山宏之妹敏子來到臺灣，將亞娃依‧泰目與長子佐塚昌男接去日本療養，1977年1月，亞娃依·泰目結束了她83歲的曲折人生。遺骨分為三份，一份葬在長野縣 ［佐塚家之墓」中，一份奉祀在下山宏與佐塚豐子夫婦家中的神龕中，一份攜回臺灣，奉祀在昌男之子家中。　

### 佐塚佐和子
佐塚佐和子於1914年2月10日出生在臺灣霧社。童年時期，佐塚佐和子在山地長大，1927年3月，佐和子從埔里尋常高等小學校畢業，考進臺中州立臺中高等女學校（今稱臺中女中）就讀。1930年霧社事件後，佐塚愛祐的遺骨被運至埔里街能高寺，由佐和子奉迎，從此便留在日本，由叔父佐塚榮昌照顧。
佐塚佐和子完成高中學業後，由於好歌喉受到認可而陸續進入東洋音樂學校（東京音樂學校聲樂科）、哥倫比亞大學就讀，加盟古倫美亞唱片株式會社，並繼續成為歌手，以サワ・サツカ（佐和佐塚）為藝名出道，在1940年改回本名。因霧社事件而有「運命の歌姬」之稱，成為轟動日臺兩地的知名歌手。多次回到臺灣舉行演唱會，甚至長谷川清總督也曾在總督府接見他。
1941年8月20日《臺灣日日新報》報導，配合日本的南進政策，佐和子也前往滿州奉天和南洋昭南島（新加坡）勞軍演出。
霧社事件殉職佐塚愛祐警部遺兒、コロンビア（古倫美亞）專屬歌手佐塚和子一行搭蓬萊丸商船來臺，錦衣歸鄉，其妹埔里國民學校教員佐塚豐子迎接。佐塚和子此回來臺為「莎韻之鐘」電影獻唱主題曲（該片女主角李香蘭為紅極一時的巨星），臺灣總督長谷川清特別接見。——臺灣日日新報
二戰結束後，佐和子並沒有回到故鄉，而是繼續定居日本，淡出娛樂圈，在橫濱開設音樂教室，並於1947年12月與日本人田中信雄結婚。1976年和弟弟佐塚晃男一起將母親亞娃依‧泰目接至日本療養，最後母親於次年去世，佐和子也在該年亡故。

#### 作品
〈蕃社の娘〉（作詞：栗原白也、作曲：唐崎夜雨〈鄧雨賢〉）1939年
〈想い出の蕃山〉（作詞：栗原白也、作曲：竹岡信幸、編曲：奥山貞吉）1939年
〈望郷の月〉（作詞：松村又一、作曲：唐崎夜雨〈鄧雨賢〉）1940年
〈南の花嫁〉（作詞：西條八十、作曲：服部良一）1940年

#### 〈蕃社の娘〉歌曲簡介
這首歌的原身是鄧雨賢以臺語創作的〈黃昏愁〉，後來交給日籍作詞家栗原白也重新填詞，改名〈蕃社の娘〉，用音樂描繪霧社事件，交由具有一半的臺灣泰雅族血統，因而被稱作「蕃社姑娘」的佐塚佐和子演唱。這首歌一推出，便轟動臺日兩地。〈蕃社の娘〉成為佐和子的成名曲，為她贏得了「命運的歌姬」之稱，這首〈蕃社の娘〉也成為後來人們對霧社事件的共同記憶與討論焦點之一。日後文夏將此曲改編為臺語歌曲〈十八姑娘〉，也有被改編為華語歌曲〈姑娘十八一朵花〉。
 歌詞中以部落中的物件為形象勾勒出原住民少女的相思；以象徵地位價值的紅瑪瑙暗指少女於部落中崇高的身分地位，凸顯少女真心的慎重與珍貴。山林裡的少女開始有了關於情愛的煩惱，於是在夜裡暗自哭泣。這首歌曲結束於織布的場景，少女將滿滿的情意編入絢麗的花紋當中，織出糾結的心境，也織出纏綿的情意。

## 後代評價
佐塚愛祐於霧社事件中戰死，其結果被日本官方認定為理蕃工作之失敗，對於國民政府而言，佐塚愛祐生為日本人，為臺灣之殖民者，是引起霧社事件的罪魁禍首。然而對於其家人而言，這樣的記載卻為其帶來無限傷痛。
歷史記載總是不實，無論日方或是臺灣政府的記載，都將所有的罪過推給我的先父佐塚愛祐，反正他死在事件現場，他不會辯駁，佐塚家族被歪曲了六十多年，造成的無限傷害我們都承擔下來，我們一生對得起日本人，也對得起泰雅族人。——佐塚豐子－霧重雲深─霧社事件後，一個泰雅家庭的故事
就如佐塚豐子上述所說，對於佐塚家族而言，歷史帶來的傷害他們直到最後仍承受著。